# Digitaria setifolia
Digitaria setifolia är en gräsart som beskrevs av Otto Stapf. Digitaria setifolia ingår i släktet fingerhirser, och familjen gräs. Inga underarter finns listade i Catalogue of Life.